# Leonid Sarafanov
Leonid Sarafanov (Kiev, 28 giugno 1982) è un danzatore russo, primo ballerino presso il Teatro Michajlovskij di San Pietroburgo.

## Biografia
Nato a Kiev in Ucraina si diploma nel 2000 alla Scuola statale di coreografia di Kiev e nello stesso anno divenne solista con il National Ballet of Ucraina.
Nel 2002 entra a far parte del Teatro Mariinskij di San Pietroburgo su invito del direttore Makhar Vaziev, il giovane ucraino viene catapultato d'improvviso nei ruoli e nei balletti più impegnativi del Mariinskij, in Russia e nelle tournée all'estero. 
Nel 2003 diventa Solista e poi Primo Ballerino.
Primo interprete nel ruolo di Matteo alla Prima di Ondine, coreografia e messa in scena da Pierre Lacotte, 2006. Nello stesso 2006 ha fatto il suo debutto al Teatro alla Scala di Milano nella versione di Pierre Lacotte del balletto La Sylphide (come James).
Nel gennaio 2011, lascia il Teatro Mariinskij, e diventa Principal Dancer al Teatro Michajlovskij sotto la direzione artistica di Nacho Duato.
È considerato tra i migliori ballerini del momento, per le sue doti fisiche, interpretative, il suo essere virtuoso, la sua eleganza e padronanza tecnica.
Si è sposato con Olesya Novikova, Principal Dancer del Teatro Mariinskij, dalla quale ha avuto ben tre bambini.

## Repertorio
Ha interpretato tantissimi ruoli sia del repertorio classico che contemporaneo.
Con il National Ballet of Ucraina ha danzato in:
- La Sylphide (James);
- La Bella Addormentata (Principe Desirè, Uccello Blu);
- Il lago dei cigni (Siegfrid e l'amico di Siegfrid);
- Lo Schiaccianoci (Principe);
- Don Chisciotte (Basilio);
- Carmen Suite (Escamillo);
- Petruška (Petruška);
- Giselle (Albrecht);
- Grand Pas da Paquita;

Con la compagnia del Teatro Mariinskij:
- La Sylphide (James);
- Giselle (Albrecht);
- Pas de deux dal balletto L'Infiorata a Genzano - coreografia di Auguste Bournonville;
- Le Corsaire (Ali, Lankedem);
- La Bayadère (Solor);
- La Bella Addormentata (Principe Desirè);
- Il lago dei cigni (Siegfrid);
- Don Chisciotte (Basilio);
- Romeo e Giulietta (Romeo, Mercuzio);
- Balletti di Balanchine tra cui Symphony in C (III movimento), Tema e Variazioni, I quattro temperamenti, Tchaikovsky Pas de Deux, Jewels (Rubies), Tarantella;
- Études (solista) - coreografia di Harald Lander;
- Lo Schiaccianoci (Principe) - produzione di Mikhail Chemiakin, coreografia di Kirill Simonov;
- The Vertiginous Thrill of Exactitude - cor. William Forsythe (coreografo);
- Ondine (Matteo) - coreografia di Pierre Lacotte;
- The Little Humpbacked Horse (Ivan the Fool) — cor. Alexey Ratmansky;

Il suo repertorio al Teatro Michajlovskij comprende:
- Le Corsaire (Ali);
- Il lago dei cigni (Siegfrid);
- Giselle, ou le willis (Conte Albrecht);
- La Bella Addormentata (Principe Desirè);
- Don Chisciotte (Basilio);
- Cipollino (Cipollino);
- Without Words cor. Nacho Duato;
- Prelude cor. Nacho Duato;
- Multiplicity. Forms of Silence and Emptiness cor. Nacho Duato;

## Premi
- International Ballet Dancers' Competition in Paris (I posto e Medaglia d'Oro) nel 2000;
- International Rudolf Nureyev Ballet Dancers' Competition in Budapest (II posto e Medaglia d'Argento) nel 2000;

- IX International Ballet Dancers' Competition in Moscow (I posto e Medaglia d'Oro) nel 2001;
- Benois de la Danse premio categoria Star, nel 2006;
- vincitore al International Ballet Dancers' Competition in Seoul nel 2004;
- National Theatre Golden Mask Awards come Miglior Ruolo maschile nella danza, nel 2010.

## Filmografia
- Nutcracker, con Irina Golub e ballerini del Teatro Mariinsky;
- Don Quixote, con Olesia Novikova, Yevgenia Obraztsova, Alina Somova e ballerini del Teatro Mariinsky;
- Omaggio a Marius Petipa, con Viktoria Terechkina, Alina Somova, Danila Korsuntev e ballerini del Teatro Mariinsky.